# Mangelia dorsuosa
Mangelia dorsuosa é uma espécie de gastrópode do gênero Mangelia, pertencente a família Mangeliidae.